# Black Rain (album)
Black Rain je studiové album Ozzyho Osbourna z roku 2007. Ozzy Osbourne o něm říká, že je jediné, které napsal bez alkoholu. Album je svými texty surové a temné, obsahuje ale i několik balad, které Ozzy věnoval své manželce Sharon.

## Seznam skladeb
Autory všech skladeb jsou Ozzy Osbourne, Zakk Wylde a Kevin Churko, výjimky jsou uvedeny.
| Pořadí | Název                 | Autor            | Délka |
| ------ | --------------------- | ---------------- | ----- |
| 1.     | Not Going Away        |                  | 4:32  |
| 2.     | I Don't Wanna Stop    |                  | 3:59  |
| 3.     | Black Rain            |                  | 4:42  |
| 4.     | Lay Your World on Me  |                  | 4:16  |
| 5.     | The Almighty Dollar   | Osbourne, Churko | 6:57  |
| 6.     | 11 Silver             |                  | 3:42  |
| 7.     | Civilize the Universe |                  | 4:43  |
| 8.     | Here for You          |                  | 4:37  |
| 9.     | Countdown's Begun     |                  | 4:53  |
| 10.    | Trap Door             | Osbourne, Churko | 4:03  |

### Bonusové skladby na „Tour Edition“
1. "I Don't Wanna Stop" (live)
2. "Not Going Away" (Live)
3. "Here for You" (Live)
4. "I Can't Save You" (původně pro Japonsko) – 3:32
5. "Nightmare" (původně pro Japonsko a iTunes) – 4:40
6. "Love to Hate" (původně pro iTunes) – 3:57

## Sestava
- Ozzy Osbourne – zpěv, harmonika
- Zakk Wylde – kytara, klávesy, doprovodný zpěv
- Rob "Blasko" Nicholson – baskytara
- Mike Bordin – bicí
- Kevin Churko – produkce, režie, mix
- Zack Fagan – pomocná režie
- Joshua Marc Levy – výtvarný dozor a návrh loga